# Gina Rovere
Gina Rovere (eigentlich Luigina Rovere, * 5. Mai 1935 in Rom) ist eine italienische Schauspielerin.

## Leben
Mit 18 Jahren begann Rovere ihre Filmkarriere, nachdem sie schon als Soubrette im Theater und bei Revuen aufgetreten war. Ihre gesamte Karriere pendelte sie zwischen Bühne und Filmaufnahmen. Ihre Filmografie verzeichnet fast 60 Film- und Fernsehauftritte, meist in der zweiten oder dritten Frauenrolle. Ihre Erscheinung hat das italienische Online-Filmlexikon Mymovies einmal „schön, stark, junonisch, auffallend und sympathisch“ genannt. Im Gedächtnis bleiben vor allem ihre Leistungen in Diebe haben’s schwer  (1958) und in Adua und ihre Gefährtinnen (1960).
In manchen Filmen wurde sie zu Jeanne Oak anglisiert.

## Filmografie (Auswahl)
- 1957: Väter und Söhne (Padri e figli)
- 1958: Diebe haben’s schwer (I soliti ignoti)
- 1960: Adua und ihre Gefährtinnen (Adua e le compagne)
- 1961: Herkules, der Held von Karthago (La vendetta di Ursus)
- 1961: Hochwürden Don Camillo (Don Camillo monsignore… ma non troppo)
- 1966: Rocco – der Mann mit den zwei Gesichtern (Sugar Colt)
- 1967: Gott vergibt – Django nie! (Dio perdona… io no!)
- 1975 Warum bellt Herr Bobikow? (Cuore di cane)
- 1990: Spatzi, Fratzi & Co. (C'era un castello con 40 cani)